# 베니스 유령 살인사건
《베니스 유령 살인사건》(영어: A Haunting in Venice)은 2023년 개봉한 미국의 초자연 미스터리 영화이다. 2022년 영화 《나일 강의 죽음》 속편에 해당된다. 케네스 브래나가 감독을 맡았으며, 브래나의 세 번째 에르퀼 푸아로 연기작이기도 하다. 앙상블 캐스트로 카일 앨런, 카미유 코탱, 제이미 도넌, 티나 페이, 주드 힐, 알리 칸, 에마 레어드, 켈리 라일리, 리카르도 스카마르초, 미셸 요가 기용되었다.

## 줄거리
1947년, 세상에 염증이 난 에르퀼 푸아로는 베네치아에 위치한 궁전 양식 건물에서 열린 핼러윈 파티에 참석한다. 해당 건물은 옛 고아원을 개조한 공간으로, 시에 전염병이 돌았을 때 갇혀 죽은 고아들 귀신에 들렸다는 소문이 있다.
건물 주인 로위나는 약혼이 깨지자 자살한 딸 얼리샤와 접신하기 위해 영매 조이스를 고용한 참이다. 파티 교령회에서 에르퀼 푸아로가 조이스의 사기 수법을 밝혀내자마자 조이스는 얼리샤의 목소리로 이들 중에 자신을 죽인 자가 있다고 외친다. 곧 누군가가 사과 건지기 놀이(apple bobbing)를 하던 에르퀼 푸아로를 죽이려고 시도하고, 조이스는 아예 추락사한다. 때마침 폭풍으로 건물이 외부와 차단된 가운데 얼리샤의 유령이 나타나는가 하면 소녀가 부르는 허밍 소리가 들린다.

## 출연진

### 주연
- 케네스 브래나 - 에르퀼 푸아로 역

### 조연
- 카일 앨런 - 맥심 제러드, 얼리샤의 약혼자였던 셰프 역
- 카미유 코탱 - 올가 세미노프, 로위나의 가정부 역
- 제이미 도넌 - 레슬리 페리어, 베르겐-벨젠 강제 수용소를 겪은 드레이크가 주치의 역
- 티나 페이 - 애리애드니 올리버, 추리소설 작가 역
- 주드 힐 - 리어폴드 페리어, 레슬리의 아들 역
- 알리 칸 - 니컬러스 홀랜드, 데즈디모나의 남자 형제이자 조이스의 제2조수 역
- 에마 레어드 - 데즈디모나 홀랜드, 조이스의 루마니아계 조수 역
- 켈리 라일리 - 로위나 드레이크, 유명 오페라 가수 역
- 리카르도 스카마르초 - 비탈레 포르트폴리오, 전직 경찰인 에르퀼 푸아로의 경호 역
- 미셸 요 - 조이스 레이놀즈, 제1차 세계 대전 간호사 출신 영매 역